# Vitjaz (1862)

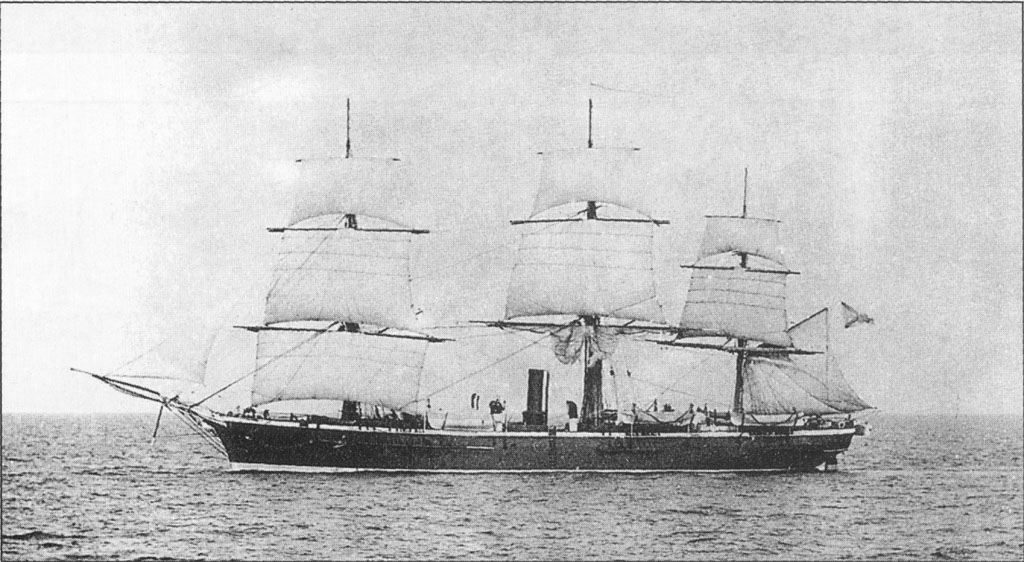
Korvet Vitjaz

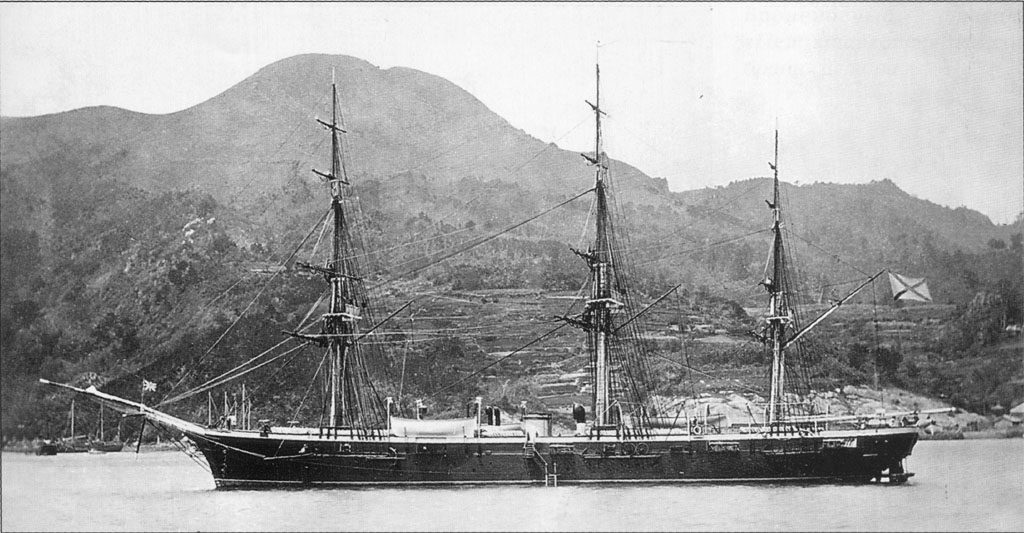
Het korvet na haar hernoeming tot Skobelev

De Vitjaz (Russisch: Витязь; "held") was een korvet met zeilen en schroef van de Russische Keizerlijke Marine, dat tweemaal de wereld rondvoer.
De Vitjaz werd gebouwd in het kader van een versterkingsprogramma van de Baltische Vloot in 1857 nadat men tijdens de Krimoorlog had ervaren dat de Russische marine sterk was verouderd en dringend moest worden gemoderniseerd. Het schip werd gebouwd van dennen en eiken en had naast stoomaandrijving ook drie zeilmasten, zodat ze ook voor lange tijd op de open oceaan kon varen. De Vitjaz werd voltooid in Björneborg in 1861 (het Grootvorstendom Finland behoorde toen tot het Russische Rijk) en werd te water gelaten op 24 juli 1862. Nog hetzelfde jaar nam het schip deel aan de Russische interventie in de Amerikaanse Burgeroorlog, toen het samen met een aantal andere Russische schepen onder leiding van schout-bij-nacht Stepan Lesovski ongezien naar de haven van New York voer (een ander Russisch eskader voer gelijktijdig naar de haven van San Francisco) om de Fransen en Britten door vlagvertoon ervan te weerhouden de zuidelijke Confederatie te steunen. Nadat het effect was bereikt vertrok het eskader het jaar erop weer naar huis via de Middellandse Zee.
In 1870 verliet het schip de haven van Sint-Petersburg onder het bevel van kapitein Pavel Nazimov om te gaan karteren voor de marine. Nadat het schip de Atlantische Oceaan was overgestoken en de Straat Magellaan had doorvaren bereikte de Vitjaz Nieuw-Guinea, waar ze op de noordelijke kust etnoloog Nikolaj Mikloecho-Maklaj afzette, die hier vervolgens gedurende twee jaar het leven, de gewoonten en de religieuze riten van de Papoea's onderzocht. De Vitjaz vervolgde haar reis via de kusten van Japan, China, het nog deels ononderzochte Russische Verre Oosten en Ceylon naar het Arabisch Schiereiland, om via het Suezkanaal de Middellandse Zee te doorvaren en via de Straat van Gibraltar en Het Kanaal weer de thuishaven Kronsjtadt te bereiken, waarmee ze haar eerste wereldreis voltooide en na reparatie werd ingezet voor de Baltische Vloot.
In 1882 werd het korvet hernoemd tot Skobelev naar de recent daarvoor overleden generaal Michail Skobelev (de "witte generaal"). Van 1883 tot 1885 maakte de Skobelev een tweede wereldreis, opnieuw met Mikloecho-Maklaj aan boord, die ditmaal van Batavia naar Nieuw-Guinea werd vervoerd. Ook werd een tot dan onbekend eiland ontdekt in het noordwestelijk deel van de Astrolabebaai (in de Bismarckzee). In 1895 werd het schip uit dienst genomen en gesloopt.